# هيكل حضاري

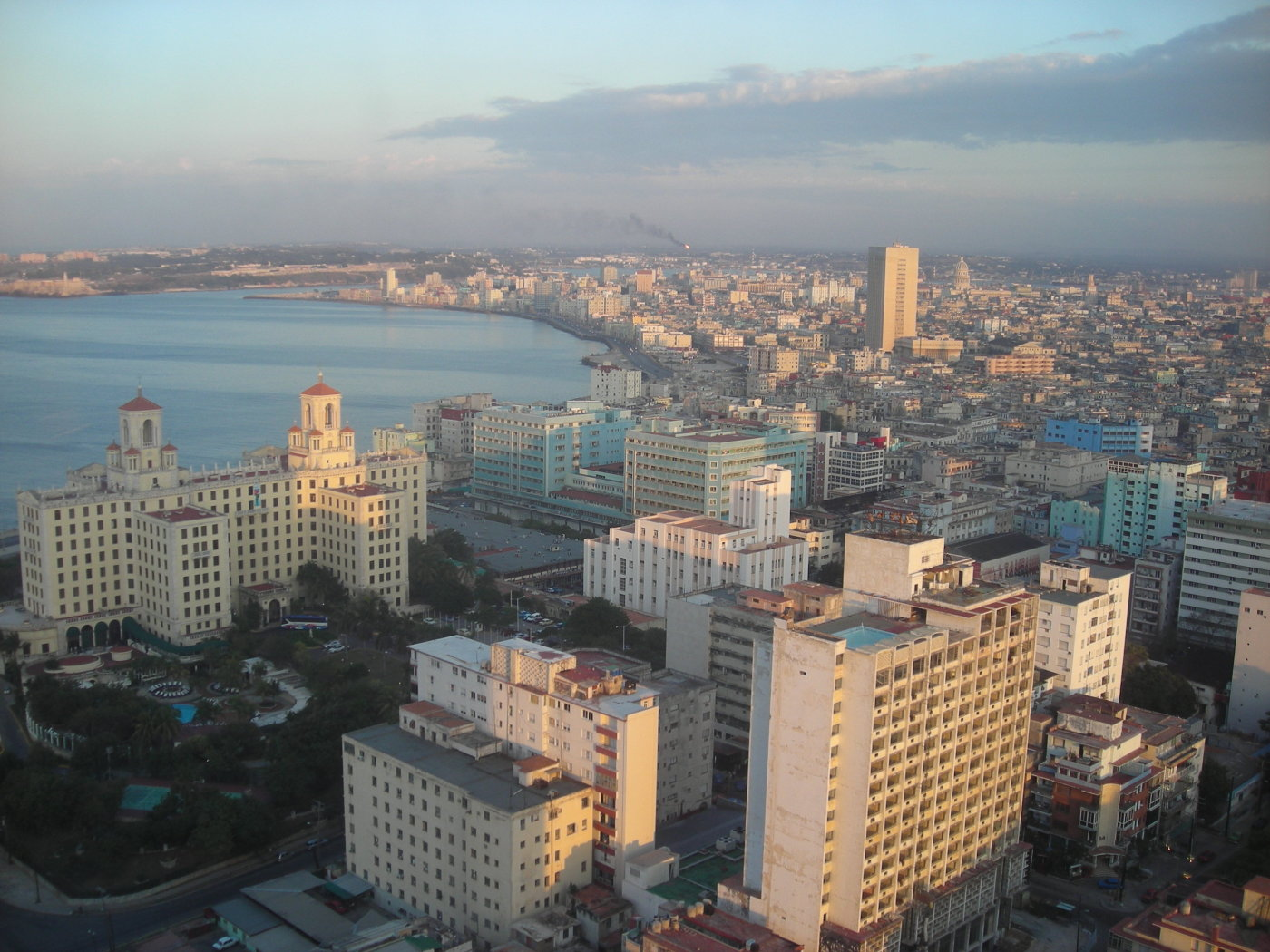
لا هابانا

الهيكل الحضاري هو كيفية ترتيب للأراضي في المناطق الحضارية. علماء الاجتماع و الاقتصاد والجغرافيا قاموا بتطوير عدة نماذج يشرحون بها تواجد أنواع من الاشخاص والشركات التي تميل للتواجد في المناطق الحضارية. وبالإضافة إلى ذلك فان المناطق الحضارية بالإمكان ان تشير إلى التطور المكاني والعمراني، وهذا أيضا يتعلق بالمناطق العامة والخاصة في المدن وايضا درجة الاتصال وسهولة الوصول اليها.

## النماذج المناطقية
هذا النموذج كان الأول في شرح توزيع الفئات الاجتماعية في المناطق الحضارية وذلك حسب بلدة واحدة وهي شيكاغو وقد اوجدها العالم الاجتماعي ايرنست بورغس عام 1924 .وحسب هذا النموذج فأن مدينة تنموالى  الخارج من  النقطة الاساسية حسب سلسة من الحلقات. والحلقة الاضخم تمثل الأعمال المركزية. والحلقة الثانية تحيط بها، ومنطقة تمر بمرحلة انتقالية وتحتوي على صناعة وجودة سكن سيئة. المنطقة الثالثة تحتوي على الأعمال البيتية وتسمى منطقة بيت العمال المستقلون. الحلقة الرابعة تحتوي على بيوت اجدد وأكبر وعادة يسيطر عليها الطبقة الوسطى. وهذه الحلقة يطلق عليها الرئاسة الأفضل. الحلقة الأكثر خارجية تسمى منطقة المواصلات. وهذه المننطقة تستقطب الناس الذين يختارون للعيش في مناطق يضطرون فيها لاستخدام البنية التحتية للمواصلات يوميا للوصول إلى العمل

## النموذج الإقطاعي
النظرية الثانية للهيكل الحضاري تكون عام 1939 من قبل العالم الاقتصادي هومر هويت. نموذجه، نموذج القطاع، اقترح ان المدينة تتطور في قطاعات بدلا من حلقات. بعض المناطق من المدينة لها جاذبية اقوى للنشاطات المختلفة اما بسبب الحظ أو الموقع الجغرافي أو اسباب بيئية. إذا المدينة تنمو وينتشر نشاطاتها وتصل إلى المناطق الخارجية وبذلك هؤلاء ينخرطون ويصبحون قطاع اخر من المدينة. وإذا تم تعيين منطقة تصل لإسكان ذوي الدخل المرتفع، على سبيل المثال، فإن أي تطور جديد في هذا الحي يوسع  من الحافة الخارجية.

## النموذج متعدد النواة
الجغرافيان تشانسي هاريز وايدورد اولمان وضعوا نظرية النموذج متعدد النواة عام 1945 . بالنسبة لهذه النظرية فان في المدينة  يوجد أكثر من نقطة مركزية واحدة تحيطها  والتي تنشط إعادة التطوير. فبعض الانشطة تنجذب إلى نقاط مركزية محددة وبعضها الآخر تتجنبها. فمثلا المناطق الجامعية (التعليم العالي) تجذب بقوة طالبي التعليم. مطاعم البيتزا ومحلات بيع الكتب والمطارات تجذب الفنادق وبيوت الإيجار. بعض الشركات قد تشكل مجموعات. في بعض الاحيان تعرف بالمثلثات الحديدية تعمل في مجالات تصليح المركبات ومعارض الفنون. وبشكل عام فان الانشطة ستحاول عدم التمركز في نفس المنطقة، وهذا ما يفسره لنا تواجد الصناعات الثقيلة والبيوت ذات الدخل العالي نادرا ما تتواجد في نفس الحي.